# Eburia maccartyi
Eburia maccartyi là một loài bọ cánh cứng trong họ Cerambycidae.